# 吉田安
吉田 安（よしだ あん、1890年（明治23年）2月21日 - 1975年（昭和50年）3月21日）は、日本の政治家、弁護士。位階は従四位。勲等は勲三等旭日中綬章。

## 経歴
熊本県出身。1916年（大正5年）、明治大学専門部法律科卒業。司法官試補の後、弁護士となる。熊本県会議員、熊本市会議員、参事会員を経て、1946年（昭和21年）の第22回衆議院議員総選挙において熊本県から立候補して衆議院議員に初当選。当選4回。日本進歩党、民主党、国民民主党、改進党、日本民主党などに所属し、役職を歴任。第1次吉田内閣で司法参与官、第3次吉田内閣で郵政政務次官などを務めた。